# Alectis alexandrina
Alectis alexandrina é uma espécie de peixe pertencente à família Carangidae.
A autoridade científica da espécie é Geoffroy Saint-Hilaire, tendo sido descrita no ano de 1817.

## Portugal
Encontra-se presente em Portugal, onde é uma espécie nativa.
Os seus nomes comuns são enxada-enxada, enxareu-enxada ou xareu-enxada.

## Denominações em países de língua portuguesa
- Angola
  - Charro-enxada
  - Charro-largo (também utilizado para as espécies Caranx rhonchus e Decapterus macarellus)
  - Coa (também utilizado para a espécie Caranx hippos)
  - Xareu
  - Xareu-enxada
- Portugal
  - Xareu-enxada
  - Enxada-enxada
  - Enxareu-enxada
- São Tomé e Príncipe
  - Pata pata
- Guiné-Bissau
  - Prato de alumínio
- Brasil
  - Xaréu-real-do-Maditerrâneo
  - Xaréu-real-de-Alexandria

## Descrição
Trata-se de uma espécie marinha. Atinge os 100 cm de comprimento total nos indivíduos do sexo masculino.